# Aaron Chia
Teng Fong Chia, detto Aaron (24 febbraio 1997), è un giocatore di badminton malese.
Ha partecipato ai Giochi di Tokyo 2020, gareggiando nel doppio di badminton e vincendo la medaglia di bronzo.